# Studiengebühren in Deutschland
Die Erhebung von Studiengebühren in Deutschland an staatlichen Hochschulen ist ein kontroverses politisches Thema. Umstritten ist insbesondere die soziale Verträglichkeit der Studiengebühren sowie die dadurch entstehende Kostenbeteiligung der Studenten am Studium gegenüber den restlichen Steuerzahlern.

## Übersicht
Einen Zugang zu einer Hochschule ganz ohne Kosten gab es selbst vor Einführung der allgemeinen Studiengebühren nicht. Der Semesterbeitrag ist obligatorisch und wird nur im Härtefall erlassen. Die Studiengebühren sind hiervon klar zu trennen und werden zusätzlich erhoben. Der Semesterbeitrag setzt sich aus Beiträgen für Studierendenschaft, AStA und Studentenwerk sowie einen möglichen Verwaltungskostenbeitrag zusammen. Zusätzlich können weitere Leistungen, etwa das Semesterticket des jeweiligen Verkehrsverbundes im ÖPNV, über diesen Beitrag finanziert werden. Studiengebühren hingegen sind Mittel, die Studierende an die Hochschule zahlen.
Die Mitte der 2000er Jahre eingeführten und in den frühen 2010er Jahren in allen Bundesländern wieder abgeschafften allgemeinen Studiengebühren unterlagen in einigen Bundesländern einer Zweckbindung. So durften sie in Bayern etwa ausschließlich zur Verbesserung der Lehre und der Studienbedingungen eingesetzt werden.
Der Internationale Pakt über wirtschaftliche, soziale und kulturelle Rechte (IPwskR), den auch Deutschland unterzeichnet hat, fordert, dass „der Hochschulunterricht auf jede geeignete Weise, insbesondere durch allmähliche Einführung der Unentgeltlichkeit, jedermann gleichermaßen entsprechend seinen Fähigkeiten zugänglich gemacht werden muß“ (Art. 13.2.c). Damit soll das kulturelle Menschenrecht auf Bildung gewährleistet werden.

## Geschichte
Die erste Form von Studiengebühren in der Bundesrepublik waren Hörergelder, die bis 1970 existierten. Die Hörergelder wurden in Höhe von ca. 150 DM erhoben. Inflationsbereinigt entspricht dies 323 Euro. 1970 wurden Hörergelder an den Hamburger Hochschulen erfolgreich boykottiert. Circa 6000 Studenten folgten dem Boykottaufruf. Seit 1970 wurden keine Hörergelder in dieser Form mehr erhoben.
|                     | Beschluss         | Inkrafttreten | Regierung |
| ------------------- | ----------------- | ------------- | --------- |
| Baden-Württemberg   | 15. Dezember 2005 | SS 2007       | CDU/FDP   |
| Bayern              | 18. Mai 2006      | SS 2007       | CSU       |
| Hamburg             | 28. Juni 2006     | SS 2007       | CDU       |
| Hessen              | 5. Oktober 2006   | WS 2007/08    | CDU       |
| Niedersachsen       | 9. Dezember 2005  | WS 2006/07    | CDU/FDP   |
| Nordrhein-Westfalen | 16. März 2006     | WS 2006/07    | CDU/FDP   |
| Saarland            | 12. Juli 2006     | WS 07/08      | CDU       |

Das Hochschulrahmengesetz (HRG) des Bundes schloss lange Zeit allgemeine Studiengebühren aus. Gegen dieses im Jahr 2002 novellierte Gesetz klagten die unionsgeführten Bundesländer Baden-Württemberg, Bayern, Hamburg, Hessen, Saarland, Sachsen und Sachsen-Anhalt, die darin einen unzulässigen Eingriff des Bundes in die Gesetzgebungskompetenz der Länder im Kultusbereich sahen. Das Bundesverfassungsgericht gab diesen Ländern am 26. Januar 2005 recht.
Alle westdeutschen Bundesländer mit Ausnahme von Bremen, Rheinland-Pfalz und Schleswig-Holstein führten daraufhin zwischen 2006 und 2007 allgemeine Studiengebühren in unterschiedlicher Höhe ein. Dadurch waren ca. 70 % der Studenten in Deutschland und 90 % der Studenten in Westdeutschland von allgemeinen Studiengebühren betroffen. In Ostdeutschland einschließlich Berlin hatte kein Bundesland allgemeine Studiengebühren eingeführt. Durch politische Veränderungen, insbesondere durch Landtagswahlen, schrumpfte die Zahl der Bundesländer, die allgemeine Studiengebühren erhoben, bis zum Wintersemester 2012/13 auf Bayern und Niedersachsen. Auch in diesen beiden Ländern wurden die Studiengebühren infolge von Regierungswechsel (Niedersachsen) bzw. Volksbegehren und neuer Position der Landesregierung (Bayern) abgeschafft: in Bayern zum Wintersemester 2013/14, in Niedersachsen zum Wintersemester 2014/15. Somit werden seit 2014 keine allgemeinen Studiengebühren mehr in Deutschland erhoben.
Neben den abgeschafften allgemeinen Studiengebühren gibt es in einigen Bundesländern Studiengebühren für Langzeitstudierende (Niedersachsen, Sachsen und Thüringen), Studiengebühren für ein Zweitstudium (Baden-Württemberg, Rheinland-Pfalz und Sachsen-Anhalt) sowie Studiengebühren für ausländische Studenten aus Nicht-EU-Staaten (Baden-Württemberg).

### Übersicht über Gebührenfreiheit und Gebühren in den deutschen Bundesländern
Folgende Tabelle stellt die Gebührenfreiheit und Studiengebühren in den deutschen Bundesländern in Euro pro Semester dar. Es zeigt sich, dass kein Bundesland mehr Studiengebühren für das Erststudium in der Regelstudienzeit erhebt, aber in einigen Ländern Gebühren für Langzeitstudenten und für Zweitstudien anfallen.
Drei Bundesländer erheben Gebühren für Langzeitstudenten, also Studenten, die länger als die Regelstudienzeit (plus eine Toleranz von 5+ Semestern) studieren.
Verwaltungsbeiträge von ca. 50 € pro Semester sind in den meisten Ländern üblich. Faktisch kommen für den Studenten noch Beiträge für ein Semesterticket des regionalen Verkehrsverbundes hinzu. Der Erwerb dieses Tickets ist häufig obligatorisch für die Immatrikulation bzw. Rückmeldung und kann nur in Härtefällen umgangen werden. Dabei fallen noch einmal je nach Verkehrsverbund 80 € bis 170 € pro Semester an.
| Land                   | Erststudium | Zweitstudium                             | Berufsbegleitendes Studium                                                                          | Ausländische Studenten aus Nicht-EU-Staaten | Langzeitstudenten                            | Verwaltungskostenbeitrag (ohne Beitrag zum Studentenwerk und ÖPNV) |
| ---------------------- | ----------- | ---------------------------------------- | --------------------------------------------------------------------------------------------------- | ------------------------------------------- | -------------------------------------------- | ------------------------------------------------------------------ |
| Baden-Württemberg      | keine       | 650 €                                    | für nicht-konsekutive Master-Studiengänge (Weiterbildungsstudiengänge) durch Hochschulen festlegbar | 1.500 €                                     | keine                                        | 70 €                                                               |
| Bayern                 | keine       | keine                                    | 2000 €                                                                                              | durch Hochschulen festlegbar                | keine                                        | keine                                                              |
| Berlin                 | keine       | keine                                    | keine                                                                                               | keine                                       | keine                                        | 50 €                                                               |
| Brandenburg            | keine       | keine                                    | keine                                                                                               | keine                                       | keine                                        | 51 €                                                               |
| Bremen                 | keine       | keine                                    | keine                                                                                               | keine                                       | keine                                        | 50 €                                                               |
| Hamburg                | keine       | keine                                    | keine                                                                                               | keine                                       | keine                                        | 50 €                                                               |
| Hessen                 | keine       | keine                                    | keine                                                                                               | keine                                       | keine                                        | 50 €                                                               |
| Mecklenburg-Vorpommern | keine       | keine                                    | keine                                                                                               | keine                                       | keine                                        | bis 50 € (durch Hochschulen festlegbar)                            |
| Niedersachsen          | keine       | keine                                    | keine                                                                                               | keine                                       | 500 € (ab 6. Semester über Regelstudienzeit) | 75 €                                                               |
| Nordrhein-Westfalen    | keine       | keine                                    | keine                                                                                               | keine                                       | keine                                        | keine                                                              |
| Rheinland-Pfalz        | keine       | 700 €                                    | keine                                                                                               | keine                                       | keine                                        | keine                                                              |
| Saarland               | keine       | keine                                    | keine                                                                                               | keine                                       | 400 € (durch Hochschulen festlegbar)         | bis 50 € (durch Hochschulen festlegbar)                            |
| Sachsen-Anhalt         | keine       | bis 500 € (durch Hochschulen festlegbar) | durch Hochschulen festlegbar                                                                        | keine                                       | keine                                        | durch Hochschulen festlegbar                                       |
| Sachsen                | keine       | durch Hochschulen festlegbar             | durch Hochschulen festlegbar                                                                        | durch Hochschulen festlegbar                | 500 € (ab 5. Semester über Regelstudienzeit) | 25–150 €                                                           |
| Schleswig-Holstein     | keine       | keine                                    | keine                                                                                               | keine                                       | keine                                        | keine                                                              |
| Thüringen              | keine       | keine                                    | keine                                                                                               | keine                                       | 500 € (ab 5. Semester über Regelstudienzeit) | bis 50 € (durch Hochschulen festlegbar)                            |

## Studiengebühren in den Ländern
In den Bundesländern Berlin, Brandenburg, Mecklenburg-Vorpommern und Schleswig-Holstein wurden bisher keine Studiengebühren erhoben. Nachfolgend sind daher nur Informationen über Studiengebühren in den restlichen 12 Bundesländern zu finden.

### Baden-Württemberg
Nachdem seit 1970 keine Studiengebühren mehr erhoben wurden, beschloss die schwarz-gelbe Landesregierung am 5. Mai 1997 die Einführung von Langzeitstudiengebühren in Höhe von 1000 DM zum Wintersemester 1998/99. Inflationsbereinigt entspricht dies heute 823 Euro. Studierende mit Überschreitung der Regelstudienzeit um vier Semester waren bis Wintersemester 2006/07 von dieser Gebühr betroffen. Die Langzeitstudiengebühren sind dann in den allgemeinen Studiengebühren aufgegangen.
Am 15. Dezember 2005 beschloss der Landtag von Baden-Württemberg mit der schwarz-gelben Landesregierung zum Sommersemester 2007 allgemeine Studiengebühren (500 € pro Semester) einzuführen. Inflationsbereinigt entspricht dies heute 704 Euro. Es gab – teilweise auf Antrag – Ausnahmen von der Zahlungspflicht, sodass nach Angabe des Wissenschaftsministeriums zuletzt 44 % der Studierenden von den Studiengebühren befreit waren. Die allgemeinen Studiengebühren wurden vom Sommersemester 2007 bis einschließlich Wintersemester 2011/12 für insgesamt 10 Semester erhoben.
Die bei der Landtagswahl in Baden-Württemberg 2011 gewählte grün-rote Landesregierung schaffte die allgemeinen Studiengebühren zum Sommersemester 2012 ab. Zum Ausgleich erhielten die Hochschulen Qualitätssicherungsmittel in Höhe von 280 € pro Studierendem. Dieser Betrag berücksichtigt von den Studiengebühren ausgenommene und befreite Studierende.
Am 3. Mai 2017 beschloss der Landtag auf Vorschlag der Wissenschaftsministerin Theresia Bauer (grün-schwarze Landesregierung) die Einführung von Gebühren für internationale Studierende von außerhalb der EU ab dem Wintersemester 2017/18. Ausländische Studenten aus dem Nicht-EU-Ausland müssen fortan Studiengebühren in Höhe von 1.500 Euro pro Semester leisten. Die meisten ausländischen Studierenden in Baden-Württemberg kamen im Jahr 2016 mit 13 % aus China (zum Vergleich: 1999 noch unter 6 %). Begründet wird die Einführung von Studiengebühren für Studierende aus Nicht-EU-Staaten damit, dass diese zum Zweck eines Studiums nach Deutschland einreisen würden und nicht Teil der deutschen Solidargemeinschaft seien, die gemeinsam Steuern erwirtschafte. Die soziale Verträglichkeit dieser Studiengebühren werde durch Ausnahmeregelungen gesichert.
Daneben werden ebenfalls ab Wintersemester 2017/18 Studiengebühren für ein Zweitstudium in Höhe von 650 Euro pro Semester wie in Rheinland-Pfalz auch erhoben. Der Abschluss eines ersten Bachelors und eines ersten Masters zählt dabei als Erststudium. Somit sind nur – nach erfolgreichem Abschluss des Erststudiums – das Studium eines zweiten Bachelors oder eines zweiten Masters von den Gebühren betroffen.

### Bayern
Bayern ist seit dem Wintersemester 2013 nach sechs Jahren wieder studiengebührenfrei.
Ab dem Sommersemester 1999 wurde in Bayern eine Gebühr von 1000 DM pro Semester für das Zweitstudium erhoben, ab dem Wintersemester 2005/06 kam eine Gebühr in Höhe von 500 € pro Semester für Langzeitstudenten hinzu.
Beides wurde durch die Einführung der allgemeinen Studiengebühren im Sommersemester 2007 abgelöst. Die Einführung wurde im Herbst 2005 durch das Kabinett und im Mai 2006 durch den Bayerischen Landtag mit der CSU-Mehrheit beschlossen. Die bayerische SPD sprach sich gegen die Einführung von Studiengebühren aus. Die allgemeinen Studiengebühren betrugen an Universitäten und Kunsthochschulen zwischen 300 € und 500 € und an Fachhochschulen zwischen 100 € und 500 €. Faktisch nutzte fast jede Universität den Höchstrahmen von 500 € aus. An den meisten Fachhochschulen wurde mittel- bis langfristig eine Studiengebühr in Höhe von 400 € bis 500 € eingezogen. An der Akademie der Bildenden Künste München und der HFF betrug die Höhe der Studienbeiträge 300 €. Zusätzlich musste der Studentenwerksbeitrag in Höhe von derzeit 35 € bis 45 € entrichtet werden, so dass für einen Großteil der Studenten ein Beitrag in Höhe von knapp 550 € anfiel.
Ausnahmen galten unter anderem in folgenden Fällen:
1. Studenten, die ein Kind pflegen und erziehen, das zu Beginn des jeweiligen Semesters das achtzehnte Lebensjahr noch nicht vollendet hat oder behindert ist.
2. Studenten, deren nach Bürgerlichem Recht Unterhaltsverpflichtete für drei oder mehr Kinder Kindergeld oder vergleichbare Leistungen in einem Mitgliedstaat der Europäischen Union erhalten. Dem Kindergeldbezug gleichgestellt ist hierbei die Ableistung eines gemeinnützigen Dienstes durch ein Kind. Das Gleiche gilt, wenn eines oder mehrere der Kinder das 25., aber noch nicht das 27. Lebensjahr vollendet haben, im Übrigen aber die Voraussetzung des § 32 Abs. 4 Satz 1 Nr. 2 Einkommensteuergesetz (EStG) erfüllen, oder wenn die Behinderung nach § 32 Abs. 4 Satz 1 Nr. 3 EStG zwischen der Vollendung des 25. und des 27. Lebensjahres eingetreten ist.
3. Studenten, deren nach Bürgerlichem Recht Unterhaltsverpflichtete einem weiteren Kind unterhaltsverpflichtet sind, das an einer deutschen Hochschule immatrikuliert ist und Studienbeiträge oder Studiengebühren entrichtet. Den Studienbeiträgen oder Studiengebühren sind vergleichbare Studienentgelte gleichgestellt, die in einem Mitgliedstaat der Europäischen Union entrichtet werden,
4. ausländische Studenten, die im Rahmen von zwischenstaatlichen oder völkerrechtlichen Abkommen oder von Hochschulvereinbarungen, die Abgabenfreiheit garantieren, immatrikuliert sind.
5. Studenten, für die die Erhebung eines Studienbeitrags auf Grund besonderer Umstände des Einzelfalls auch unter Berücksichtigung der Regelungen in Abs. 7 eine unzumutbare Härte darstellt.

Die Bayerischen Hochschulen können ferner bis zu 10 % der Studenten aufgrund besonderer Leistung von der Zahlungspflicht ganz oder teilweise befreien.
Für weiterbildende Studiengänge gibt es in Bayern keine gesetzliche Deckelung der Gebührenhöhe.
Ein Gesetzesentwurf der Staatsregierung sieht vor Hochschulen zu ermächtigen, Gebühren von bis zu 2.000 € für Angebote des berufsbegleitenden Studiums zu verlangen. Die genaue Gebührenhöhe soll die Staatsregierung durch Rechtsverordnung festlegen können.
In Bayern hatten Studentenvertretungen vergeblich versucht, die Studiengebühren an ihrer Hochschule zu senken. Dies führte jedoch regelmäßig zu großem Widerstand der Regierungskoalition. Am 19. November 2010 verschickte das Büro des FDP-Politikers Wolfgang Heubisch, dem bayerischen Minister für Wissenschaft, Forschung und Kunst, ein Schreiben an die Hochschulpräsidenten und -rektoren, in dem er forderte, die vorhandenen Restmittel (unverbrauchte Studiengebühren) schnellstmöglich abzubauen. Hierin merkte er an, die studentische Mitsprache würde den „zeitnahen und vollständigen Mittelabfluss“ erschweren. „Um die politische Unterstützung für die Erhebung der Studienbeiträge in Bayern nicht zu gefährden, möchte [er] aber im nächsten Jahr dennoch nicht von einem weiteren Ansteigen der Restmittel berichten müssen, sondern auf einen Abfluss der angesparten Reste hinweisen können.“ Der Inhalt des Schreibens stieß unter den Studenten und Mitarbeitern der Hochschulen auf heftige Kritik.
In Bayern fand vom 17. bis zum 30. Januar 2013 das Volksbegehren „Nein zu Studiengebühren in Bayern“ statt, das von den Freien Wählern initiiert wurde. Es wurde von zahlreichen Hochschulverbänden, Parteien und Gewerkschaften unterstützt. Es trugen sich 14,3 % der Wahlberechtigten in die Unterschriftenlisten ein, womit das Volksbegehren angenommen wurde und der Landtag über die Abschaffung abstimmen musste.
Am 23. Februar 2013 einigten sich FDP und CSU im Koalitionsgespräch darauf, die Studiengebühren zum Wintersemester 2013/14 abzuschaffen und die Hochschulen für diesen Wegfall an Einnahmen vollständig zu kompensieren. Hierfür sollen 2013/14 insgesamt 219 Millionen Euro aus dem Landeshaushalt bereitgestellt werden.
Im Jahr 2022 wurde das Bayerische Hochschulinnovationsgesetz eingeführt, dass es den Hochschulen erlaubt für ausländische Studienbewerberinnen und Studienbewerber sowie ausländische Studierende Gebühren einzuführen. Dabei gelten bestimmte Ausnahmen, z. B. für Studierende aus der Europäischen Union. Am 1. September 2023 kündigte die TU München an, dass sie ab dem Wintersemester 2024/25 Studiengebühren von 12.000 € pro Jahr für Studierende aus Nicht-EU-Ländern einführen wird.

### Bremen
Die Bremische Bürgerschaft beschloss mit den Stimmen der Großen Koalition am 13. Oktober 2005 nach dem Landeskindermodell das sogenannte „Studienkonten-Gesetz“. Dieses sah mit Beginn des Wintersemesters 2006/2007 jeweils für Studenten, die ihren Erstwohnsitz nicht in Bremen angemeldet haben, sowie für alle Studenten, die ihre Regelstudienzeit von festgelegten 15 Semestern überschreiten, Gebühren in Höhe von 500 € vor. Ausnahmetatbestände wurden unter anderem für Studenten mit Kind und BAföG-Empfänger eingeräumt. Der Bremer Wissenschafts- und Bildungssenat unter Leitung von Senator Willi Lemke überließ „sämtliche Regelungen zum Verfahrensablauf sowie zur Umsetzung des Gesetzes“ der satzungsrechtlichen Autonomie der Hochschulen. In der parlamentarischen Aussprache zu dem Gesetz äußerten neben den Oppositionsparteien sowohl der Justiz- als auch der Innensenator erhebliche verfassungsrechtliche Bedenken gegen die Regelung.
Das Verwaltungsgericht Bremen entschied schließlich am 16. August 2006, dass die geltende Landeskinderregelung dem verfassungsrechtlich garantierten Gleichheitsgrundsatz aus Art. 3 Abs. 1 GG widerspricht. Es gab damit Eilanträgen von drei außerhalb Bremens wohnhaften Studenten statt, die gegen die sie betreffende Gebührenpflicht der Universität Bremen ab dem dritten Semester geklagt hatten. Das Gericht betonte allerdings, dass keine grundsätzlichen Bedenken gegen Studiengebühren bestünden. Die Erhebung von Studiengebühren für Nicht-Landeskinder wurde daraufhin ausgesetzt. Mit seinem Urteil vom 17. September 2007 hat das Verwaltungsgericht Bremen erneut deutlich gemacht, dass das Bremer Landeskindermodell rechtswidrig ist. Studiengebühren durften somit bis zu endgültigen Entscheidung durch das Bundesverfassungsgericht nicht erhoben werden.
Das Bremische Studienkontengesetz trat zum Wintersemester 2020/2021 außer Kraft. Die für das Sommersemester 2020 erhobenen Studiengebühren wurden nachträglich erlassen und werden auf Antrag erstattet.

### Hamburg
In Hamburg wurden im Sommersemester 2004 erstmals 500 € Studiengebühren für Studenten erhoben, die nicht in der Region Hamburg (Stadt plus umgebende Landkreise) wohnten oder die Regelstudienzeit deutlich überschritten hatten. Die Erhebung der Studiengebühr für Studenten, die außerhalb der Region wohnen, wurde im Frühjahr 2005 nach einer Klage vorübergehend ausgesetzt.
Die Einführung eines allgemeinen Studienbeitrages für alle Studenten war ursprünglich für das Sommersemester 2006 geplant, wobei diese „Gebühr“ zunächst 500 € pro Semester betragen sollte. Die tatsächliche Einführung erfolgte jedoch erst zum Sommersemester 2007. Das Studienfinanzierungsgesetz zur Einführung von Studiengebühren wurde am 28. Juni 2006 mit den Stimmen der CDU-Fraktion
in der Hamburger Bürgerschaft beschlossen.
Zu den Studienbeiträgen kommt seit Sommersemester 2005 ein Verwaltungskostenbeitrag in Höhe von 50 € hinzu.
Im Juli 2007 kam es zu einem Eklat, als an der Hochschule für bildende Künste Hamburg die Hochschulleitung auf Druck von Wissenschaftssenator Jörg Dräger hin mehr als die Hälfte der angehenden Künstler exmatrikulierte, weil diese sich an einem Boykott der neu eingeführten Studiengebühren beteiligten. Die Studenten begründeten ihren Protest mit der finanziellen Unsicherheit ihrer angestrebten Berufe. Bis zur letzten Frist zur Begleichung der ausstehenden Studiengebühren hatten noch immer rund ein Drittel der Studierenden keine Studiengebühren an die Hochschule überwiesen. Stattdessen reichten sie Klage gegen ihre Exmatrikulation bei Gericht ein. Bis zur endgültigen Entscheidung durften sie jedoch weiter an der Hochschule verbleiben.
Im April 2008 kündigten die beiden künftigen Regierungsparteien der Hamburger Bürgerschaft, CDU und Grün-Alternative Liste Hamburg, an, ein neues Studienbeitragsmodell ab dem Wintersemester 2008/09 einzuführen, nach dem die Studenten in Zukunft nur noch 375 € pro Semester zahlen müssen und die Zahlung erst ab einem Jahresgehalt ab 30.000 € (also in der Regel nach dem Studium) erfolgt. Dieser Vorschlag wurde am 18. Juni 2008 beschlossen.
Im April 2011 entschied der Senat (SPD-Alleinregierung) die Studiengebühren zum 1. Oktober 2012, d. h. zum Wintersemester 2012/2013 abzuschaffen. Die fehlenden Einnahmen durch die Studiengebühren sollen vollständig kompensiert werden. Als Begründung für die Abschaffung der Studiengebühren wird insbesondere der Nachteilsausgleich von sozial schwächeren Bewerbern genannt.

### Hessen
Eine Sonderrolle in Bezug auf Studiengebühren nimmt das Bundesland Hessen ein. Die hessische Landesverfassung schreibt in Art. 59 fest: „In allen öffentlichen Grund-, Mittel- und Hochschulen ist der Unterricht unentgeltlich.[…] Es kann anordnen, daß ein angemessenes Schulgeld zu zahlen ist, wenn die wirtschaftliche Lage des Schülers, seiner Eltern oder der sonst Unterhaltspflichtigen es gestattet.“ Die Wiesbadener Landesregierung hatte sich aus diesem Grund auch nicht der Klage gegen das Studiengebührenverbot angeschlossen. Der besagte Artikel geht noch auf die Anfangszeit der Bundesrepublik zurück. Man wollte seinerzeit Bildung für alle ermöglichen, um den Geist der NS-Zeit zu vertreiben. Besonders aktiv gegen Studiengebühren setzte sich der spätere Justizminister Karl-Heinz Koch (Vater von Hessens ehemaligem Ministerpräsidenten Roland Koch) ein, der als Jura-Student im Jahre 1949 die Abschaffung von Unterrichtsgeldern durchgesetzt hatte. Weil damals alle Studenten zahlen mussten, klagte er mit anderen und berief sich auf Artikel 59 der hessischen Verfassung. Der Staatsgerichtshof schloss daraufhin die Möglichkeit von Aufnahmegebühren aus.

#### Einführung von Studiengebühren
2003 wurde eine „Verwaltungsgebühr“ von 50 € eingeführt, die zusätzlich zu der Hochschulgebühr pro Semester geleistet werden musste. Diese Gebühr ist von den Hochschulen einzuziehen und an das Land weiterzureichen.
Nach dem Hessischen Studienguthabengesetz (StuGuG) wurden bis zum Sommersemester 2007 von Studierenden, die nicht über ein Studienguthaben verfügten (Langzeitstudenten), Gebühren erhoben.
Trotz monatelanger Proteste und verfassungsrechtlicher Bedenken von Studenten wurden mit dem Hessischen Studienbeitragsgesetz vom 16. Oktober 2006 (HStubeiG) vom hessischen Landtag dann allgemeine Studienbeiträge ab dem Wintersemester 2007/2008 eingeführt. Das Gesetz wurde mit den Stimmen der CDU bei Enthaltung der FDP und Ablehnung durch SPD und Grünen verabschiedet. Das Gesetz geht auf den hessischen Wissenschaftsminister Udo Corts zurück. Für das Erststudium sollte die Gebühr 500 € pro Semester betragen. Die Hochschulen konnten die Gebühren auf 1.500 € pro Semester in folgenden Fällen erhöhen:
- für ein Zweitstudium
- bei Dissertation
- für sog. „Promotionsstudiengänge“ nach § 31 Abs. 6 HHG
- für konsekutive Masterstudiengänge ab Aufnahme des Studiums im Wintersemester 2010/11.

Den Betroffenen sollten Studienkredite in Höhe der Studiengebühren zur Verfügung gestellt werden, welche erst nach Beendigung des Studiums und bei entsprechender Berufstätigkeit zurückgezahlt werden müssen. Die maximale Verzinsung lag bei ca. 7,5 %. Es waren auch Befreiungen für die Studienbeiträge vorgesehen, u. a. bei sehr guten Leistungen, Krankheiten etc.
Die Studentenschaft der hessischen Hochschulen reagierte erneut mit heftigen Protesten auf die Planungen der Landesregierung. Im Sommersemester 2006 wurden häufig Autobahnen oder Schienen blockiert, Demonstrationen durch die Innenstädte durchgeführt und sogar Rektorate und Verwaltungsgebäude der Universitäten besetzt, so etwa an der Philipps-Universität Marburg. Die Medien sprechen von den heftigsten Studierendenprotesten seit über 15 Jahren. An allen Hochschulstandorten fanden im Wintersemester 2006/07 weiterhin verschiedene Protestaktionen statt, wobei die Intensität der Proteste und die Beteiligung der Studenten allerdings abnahm. Die Landes AStenkonferenz (Zusammenschluss aller Studierendenausschüsse Hessens) hatte angekündigt, die Proteste fortzusetzen, bis die Landesregierung die Pläne zur Einführung von allgemeinen Studiengebühren verworfen hat. Im Sommersemester 2007 fanden nur noch wenige Proteste an Hessischen Universitäten statt. Inzwischen wurden an den meisten Universitäten die sogenannten „Studienbeitragsmittel“ bereits für Ausgaben für die „Verbesserung von Lehre und Studium“ verplant. So stehen der Johann Wolfgang Goethe-Universität Frankfurt am Main 11 Millionen € zusätzlich pro Semester zur Verfügung. Die Mittel wurden hauptsächlich zur Verbesserung der Lehre ausgegeben. So wurden 85 neue Stellen geschaffen. Zusätzliche Professorenstellen durften nach dem Hessischen Studienbeitragsgesetz (HStuBeiG) jedoch nicht durch Studiengebühren finanziert werden.

#### Normenkontrollverfahren vor dem Staatsgerichtshof
Der Staatsrechtler Christian Graf von Pestalozza (Freie Universität Berlin) wurde von der hessischen Regierung 2005 beauftragt, die Zulässigkeit von Studiengebühren nach der hessischen Verfassung zu beurteilen. Pestalozza versteht in seinem im April 2006 durch das Wissenschaftsministerium veröffentlichten Gutachten Studiengebühren als Fall eines von der Landesverfassung bei entsprechender wirtschaftlicher Tragbarkeit zugelassenen Schulgeldes. Somit seien sie gemäß der hessischen Verfassung zulässig und stünden nicht im Gegensatz zum Unentgeltlichkeitsgebot der Verfassung. Entscheidend sei ferner, dass es auf die wirtschaftliche Lage der Abgabepflichtigen im Studienzeitraum nicht unbedingt ankomme, es genüge vielmehr ein Anknüpfen an eine später entstehende Leistungsfähigkeit, was einem Nachlagerungsmodell entspricht. Studiengebühren seien sogar geboten, die Höhe könne durch die Universitäten weitgehend frei bestimmt werden, solange es nicht zur Querfinanzierung fremder Fächer komme.
Die Gegenauffassung begründet der Staatsrechtler Arndt Schmehl (Universität Hamburg). Demnach seien Studienentgelte auch in Hessen nicht grundsätzlich unzulässig, jedoch allgemeine, also von jedem zu erhebende Studiengebühren oder Studienbeiträge im Ergebnis nicht von Art. 59 der Verfassung des Landes Hessen gedeckt, der einen Unentgeltlichkeitsgrundsatz für alle mit einer Heranziehungsmöglichkeit nur für die wirtschaftlich hinreichend Leistungsfähigen verbinde. Auch eine etwaige soziale Abfederung durch Darlehensgewährungen ändere daran nichts, vielmehr müsse der nicht hinreichend leistungsfähige Teil der Studenten in Hessen entgeltfrei bleiben, schrieb Schmehl ferner in der Gießener Universitätszeitung uniforum vom 3. Juli 2006. Der Staatsrechtler Joachim Wieland (Universität Frankfurt am Main) vertrat am 12. Juli 2006 in einem Interview in der Frankfurter Rundschau ebenfalls diese Position.
Diese Auffassung behielten Schmehl und Wieland auch am 4. September 2006 im Rahmen der öffentlichen Anhörung des Hessischen Landtages zum Gesetzentwurf der CDU-Fraktion sowie zum Gesetzentwurf der FDP-Fraktion bei. Diese Entwürfe sehen jeweils die Einführung allgemeiner Studienentgelte in Verbindung mit einem Anspruch auf ein verzinsliches Darlehen vor.
Demgegenüber äußerten sich bei der Anhörung als weitere Verfassungsrechtsexperten insbesondere Ferdinand Kirchhof (Universität Tübingen) und Rudolf Steinberg (Universität Frankfurt, zugleich deren Präsident) zugunsten der grundsätzlichen Verfassungsmäßigkeit der Entwürfe, ebenso Christian Pestalozza, der aber seine im oben genannten Gutachten entwickelte Position unter anderem dahin näher erläuterte, dass zwar das Nachlagerungsmodell verfassungskonform sei, aber eine Verzinslichkeit des Darlehens nicht in Betracht komme.
Die regierende CDU versuchte in letzter Lesung die Gebührengegner mit Änderungen des Gesetzentwurfs zufriedenzustellen. Insbesondere bekommen BAföG-Empfänger das Darlehen nun doch zinsfrei, um den Abschreckungseffekt und die Benachteiligung gegenüber wirtschaftlich besser situierten Sofortzahlern zu beseitigen. Dennoch haben 45 Abgeordneten des hessischen Landtages und die Fraktionen von SPD und Bündnis 90/Die Grünen im Februar 2007 eine Verfassungsklage beim Staatsgerichtshof des Landes Hessen erhoben. Vor diesem sozialpolitischen und verfassungsrechtlichen Hintergrund hat die SPD-Kandidatin für die Ministerpräsidentenwahl 2008, Andrea Ypsilanti, angekündigt, im Falle eines Wahlsiegs werde die SPD die Studiengebühren in Hessen noch binnen der ersten hundert Regierungstage rückgängig machen.
In dem von den SPD- und Grünen-Abgeordneten anhängig gemachten Normenkontrollverfahren gegen das HStubeiG (Az.: P.St. 2133) vor dem Staatsgerichtshof des Landes Hessen hat sodann die Landesanwältin, Ute Sacksofsky, die Einführung allgemeiner Studiengebühren ebenfalls als rechtswidrig beurteilt, weil das die Vorgabe der hessischen Landesverfassung verfehle, wirtschaftlich Schwache von den Studiengebühren freizustellen. Die Landesanwaltschaft hat sich daher dem Antrag angeschlossen, das Gesetz für nichtig zu erklären. Ferner kam im September 2007 eine von über 70.000 Personen unterzeichnete Volksklage (Az.: P.St. 2158) mit demselben Antragsziel vor dem Staatsgerichtshof hinzu.
Das Gericht hat die gemeinsame Verhandlung für beide Klagen am 13. Februar 2008 begonnen.
Vor der Entscheidung des Staatsgerichtshofs, hatte das Verwaltungsgericht Gießen, dem allerdings keine eigene Verwerfungskompetenz zukommt, ebenfalls verfassungsrechtliche Bedenken geäußert und die Zahlungen in Gießen und Marburg vorübergehend ausgesetzt.
Schlussendlich hat der Staatsgerichtshof am 11. Juni 2008 das Gebührensystem nach dem HStubeiG allerdings für zulässig erklärt, wobei die Endentscheidung der Richter mit sechs zu fünf Stimmen sehr knapp ausfiel. Die Vorgaben in Art. 59 HV beinhalte nach Ansicht der Mehrheit der Richter keine Garantie eines gebührenfreien Studiums, wenn durch ein Darlehenssystem eine sozialen Abfederung stattfinde und niemand vom Studium ausgeschlossen werde. In einem Minderheitenvotum argumentieren die 5 unterlegenen Richter hingegen im Sinne der Antragsteller.
Gegen das Urteil reichten mehrere Vertrauensleute der oben genannten Volksklage gegen Studiengebühren Klage am Bundesverfassungsgericht ein, wie am 10. Juli 2008 bekannt wurde. Sie wurde nicht mehr behandelt.

#### Abschaffung von Studiengebühren
Die Fraktionen von SPD und Grünen reichten im April 2008 im Landtag einen gemeinsam Antrag zur Abschaffung der Studiengebühren sowie der Langzeitstudiengebühren – unabhängig von der Entscheidung des Staatsgerichtshofs – ab dem Wintersemester 2008/09 ein. Parallel reichte die Fraktion der Partei Die Linke einen eigenen Antrag ein, der sogar die Rückzahlung der bisher geleisteten Studienbeiträge verlangt. Die FDP schlug in einem eigenen Gesetzentwurf vor, ähnlich wie in Nordrhein-Westfalen zukünftig den Universitäten die Wahl zu überlassen, ob sie Studiengebühren erheben wollen.
Der im April 2008 geschäftsführende Ministerpräsident Roland Koch kündigte an, einer solchen möglichen Entscheidung nicht im Wege zu stehen. Mit dem Ziel die Studiengebühren wieder aufzuheben, hat der Hessische Landtag mit der Mehrheit von SPD, Grünen und Die Linke am 3. Juni 2008 einen Gesetzesentwurf angenommen, in dem aufgrund eines Versehens der entscheidende Passus zur Abschaffung der Studiengebühren allerdings fehlte. Da das verabschiedete Gesetz deshalb nur die Abschaffung des Stipendiensystems zur Folge gehabt hätte, lehnte Ministerpräsident Koch eine Unterzeichnung ab. Seitens der SPD wurde der Vorwurf erhoben, die geschäftsführende Landesregierung sei ihrer Beratungspflicht nur unzureichend nachgekommen. Ein neues Gesetz, das diesmal den entscheidenden Passus enthielt, wurde am 17. Juni 2008 vom Landtag beschlossen, so dass ab dem Wintersemester 2008/2009 sowohl Langzeit- als auch allgemeine Studienbeiträge entfallen. Roland Koch unterschrieb das überarbeitete Gesetz, welches am 1. Juli 2008 in Kraft trat.
Der Studienbeitrag nach dem HStuBei wurde nach dem Gesetz zur Sicherstellung von Chancengleichheit an hessischen Hochschulen letztmals für das Sommersemester 2008 erhoben.

### Niedersachsen
In Niedersachsen waren Langzeitstudiengebühren schon vor den allgemeinen Studiengebühren eingeführt. Zahlen muss jeder Student, der die Regelstudienzeit um vier oder mehr Semester überschreitet, und zwar 600 € bis 800 € je nach Gesamtzahl von Hochschulsemestern.
Am 9. Dezember 2005 beschloss der Landtag im Rahmen des Haushaltbegleitgesetzes die Einführung von Studienbeiträgen ab dem ersten Semester. Der Beitrag musste von Erstsemestern ab dem WS 2006/07 gezahlt werden, von allen anderen Studenten ab dem SS 2007 (Ausnahmen gibt es für Eltern minderjähriger Kinder). Der Studienbeitrag lag bei 500 €. Hinzu kam weiterhin der „Verwaltungskostenbeitrag“ sowie andere von der Hochschule vorgesehene Kosten in Gesamthöhe von bis zu 300,72 € (75 € Verwaltungsgebühren + 48 € Studentenwerk + 10 € AStA-Beitrag + ca. 150 € Semesterticket) pro Semester. Studenten, die zu Beginn des Semesters noch minderjährig sind, waren vom Studienbeitrag (500 €) ausgenommen.
Das bei der Landtagswahl in Niedersachsen 2013 siegreiche Bündnis aus SPD und Bündnis 90/Die Grünen unter Führung von Ministerpräsident Stephan Weil kündigte in den Koalitionsverhandlungen an, die Studiengebühren nach dem Regierungsantritt abzuschaffen. Dies sollte frühestens zum Wintersemester 2014/15 geschehen, außerdem sollten auch weiterhin Langzeitstudiengebühren erhoben werden, nun erst nach Überschreiten der Regelstudienzeit um sechs oder mehr Semester. Im Wintersemester 2013/14 war Niedersachsen damit das letzte Bundesland, in dem noch allgemeine Studiengebühren erhoben wurden. Die Studiengebühren wurden mit Beginn des Wintersemesters 2014/15 abgeschafft.

### Nordrhein-Westfalen
In Nordrhein-Westfalen führte die SPD/Grüne-Regierung unter Peer Steinbrück zum Sommersemester 2004 Langzeitstudiengebühren in Form von Studienkonten ein. Nach der Landtagswahl in Nordrhein-Westfalen 2005, welche zur Bildung der CDU/FDP-Regierung Rüttgers führte, wurde im Jahr 2006 mit dem Gesetz zur Sicherung der Finanzierungsgerechtigkeit im Hochschulwesen (Hochschulfinanzierungsgerechtigkeitsgesetz, HFGG NRW) eine allgemeine Studiengebühr umgesetzt.
Es enthielt das Gesetz zur Erhebung von Studienbeiträgen und Hochschulabgaben (Studienbeitrags- und Hochschulabgabengesetz – StBAG NRW). Das StBAG NRW erlaubte es den Hochschulen in § 2 Abs. 1, erstmals zum Wintersemester 2006/2007 von Erstsemestern und dann zum Sommersemester 2007 von allen Studenten in dem Gesetz so genannte Studienbeiträge zu erheben (bis zu 500 € pro Semester). Von Studenten, die weder Bildungsinländer noch Bürger der Schweiz oder eines Mitgliedstaates des EWR waren, konnten zudem erhöhte Sondergebühren, sogenannte Betreuungsentgelte, erhoben werden. Die Studienbeiträge hatten gem. § 2 Abs. 2 StBAG NRW bei den Hochschulen zu verbleiben, die sie zur Verbesserung der Lehre einzusetzen hatten. Die Hochschulen mussten außerdem einen Teil der Studienbeiträge in einen Ausfallfonds einzahlen. Der Fonds diente gem. § 17 Abs. 1 Satz 2 StBAG NRW dazu, das Kreditausfallrisiko abzusichern, das darin liegt, dass ein Darlehensnehmer sein Studienbeitragsdarlehen nicht oder nicht vollständig zurückzahlt.
Das Ob der Erhebung und ggf. die Höhe war bis zur genannten Höchstgrenze von 500 € pro Semester den Hochschulen freigestellt. Ein Prüfungsgremium konnte gem. § 11 Abs. 1 Satz 3 StBAG NRW bei schlechter Ausbildung Maßnahmen empfehlen, um die Lehre zu verbessern. Die Hälfte der Mitglieder dieses Gremiums waren Studenten, siehe § 11 Abs. 2 Satz 3 StBAG NRW.
Die Darlehenslast aus BAföG, Studiengebühren und (bis zum Beginn der Rückzahlung aufgelaufenen) Zinsen ist § 15 Abs. 1 StBAG NRW auf 10.000 € begrenzt. Die Zinshöhe des Studienbeitragsdarlehens der NRW.Bank war jedoch nach oben hin nicht gedeckelt.
Am 24. Februar 2011 schaffte der Landtag die Studiengebühren durch das Gesetz zur Verbesserung von Chancengleichheit beim Hochschulzugang  mit Wirkung zum Wintersemester 2011/12 ab. Als Ausgleich sollen die Hochschulen 249 Millionen € an Landesmitteln erhalten, die für die Qualitätsverbesserung der Lehre – etwa für zusätzliche Lehrkräfte und Tutoren – genutzt werden müssen.
Nach der Niederlage der rot-grünen Koalition bei der Landtagswahl im Mai 2017 werden in den schwarz-gelben Koalitionsgesprächen die Wiedereinführung von Studiengebühren erneut kontrovers diskutiert. Ob und in welchem Umfang die Gebühren wieder eingeführt werden sollen, ist aktuell noch offen. Insbesondere setzte sich die FDP im Wahlkampf für die Möglichkeit der Wiedereinführung ein. Unter anderem ist das Modell der Absolventengebühr im Gespräch, in welchem die Gebühren für die einzelnen Semester nach Studienabschluss bei Berufseinstieg fällig werden.
Das Aktionsbündnis gegen Studiengebühren und der Landes-ASten-Treff Nordrhein-Westfalens wendeten sich Ende Mai in einem offenen fünfseitigen Brief an Laschet und kritisieren eine mögliche Wiedereinführung scharf.

### Rheinland-Pfalz
Ab Wintersemester 2004/05 führte die sozialliberale Koalition in Rheinland-Pfalz Langzeitstudiengebühren in Höhe von 650 Euro ein, die bei Überziehen des Studienkontos fällig wurden und bis einschließlich Wintersemester 2011/12 erhoben wurden. Nach der Landtagswahl in Rheinland-Pfalz 2011 schaffte die neue rot-grüne Landesregierung die Langzeitstudiengebühren wieder ab und beschloss am 7. Dezember 2011 die Einführung von Studiengebühren für ein Zweitstudium und ein Seniorstudium (ab dem 60. Lebensjahr) zum Sommersemester 2012 in Höhe von 650 Euro. Im Gegensatz zu den Langzeitstudiengebühren können Studierende in Rheinland-Pfalz ihr Erststudium nun unabhängig von der Studiendauer ohne Studiengebühren absolvieren.

### Saarland
Am 21. März 2002 beschloss der Landtag des Saarlandes mit der CDU-Mehrheit die Einführung von Langzeitstudiengebühren ab vier Semestern über Regelstudienzeit in Höhe von 500 Euro zum Sommersemester 2003. Inflationsbereinigt entspricht dies heute 755 Euro. Die Langzeitstudiengebühren sind dann in den allgemeinen Studiengebühren aufgegangen.
Am 12. Juli 2006 wurde die Einführung von allgemeinen Studiengebühren im unionsgeführten Saarland beschlossen und zum Wintersemester 2007/08 eingeführt. Die ersten beiden Hochschulsemester kosteten 300 €, jedes weitere Semester 500 €. Inflationsbereinigt entspricht dies heute 704 Euro. Nach Abwahl der CDU-Alleinregierung beschloss die neue Jamaika-Koalition die Abschaffung der allgemeinen Studiengebühren zum Sommersemester 2010. Insgesamt wurden daher während 5 Semestern allgemeine Studiengebühren erhoben.
Seit dem Landtagsbeschluss vom 19. Mai 2010 ist es den Hochschulen im Saarland möglich Langzeitstudiengebühren und Studiengebühren für ein Zweitstudium in Höhe von maximal 400 Euro zu erheben. Bis heute haben die Hochschulen davon aber keinen Gebrauch gemacht, weshalb im Saarland Studiengebühren nur zwischen 2003 und 2010 erhoben wurden.

### Sachsen
Die Studiengebühren an den staatlichen Hochschulen in Sachsen sind im Verwaltungskostengesetz und nachrangig in der Sächsischen Hochschulgebührenordnung geregelt. Dabei werden für
1. weiterbildende Studien,
2. das Fernstudium und
3. Zweitstudien nach Überschreiten der Regelstudienzeit des Erststudiums

Benutzungsgebühren erhoben.
Eine weitere Rechtsgrundlage für die Gebührenerhebung in Sachsen stellt das Verwaltungskostengesetz dar, welches vorbehaltlich abweichender gesetzlicher Regelungen in § 27 Abs. 5 normiert, dass für den Besuch von Schulen und Hochschulen keine Benutzungsgebühren erhoben werden.
Für postgraduales Studium gilt: Gemäß dem neuen Hochschulfreiheitsgesetz in Sachsen werden seit 2013 Langzeitstudiengebühren ab dem 5. Semester über der Regelstudienzeit erhoben. Für Studierende, die keine Unionsbürger sind, können Studiengebühren erhoben werden, wenn die Hochschule für diese Gruppe ein Stipendienprogramm anbietet (§ 13 Abs. 3 SächsHSFG).

## Auswirkung auf die Studienbereitschaft

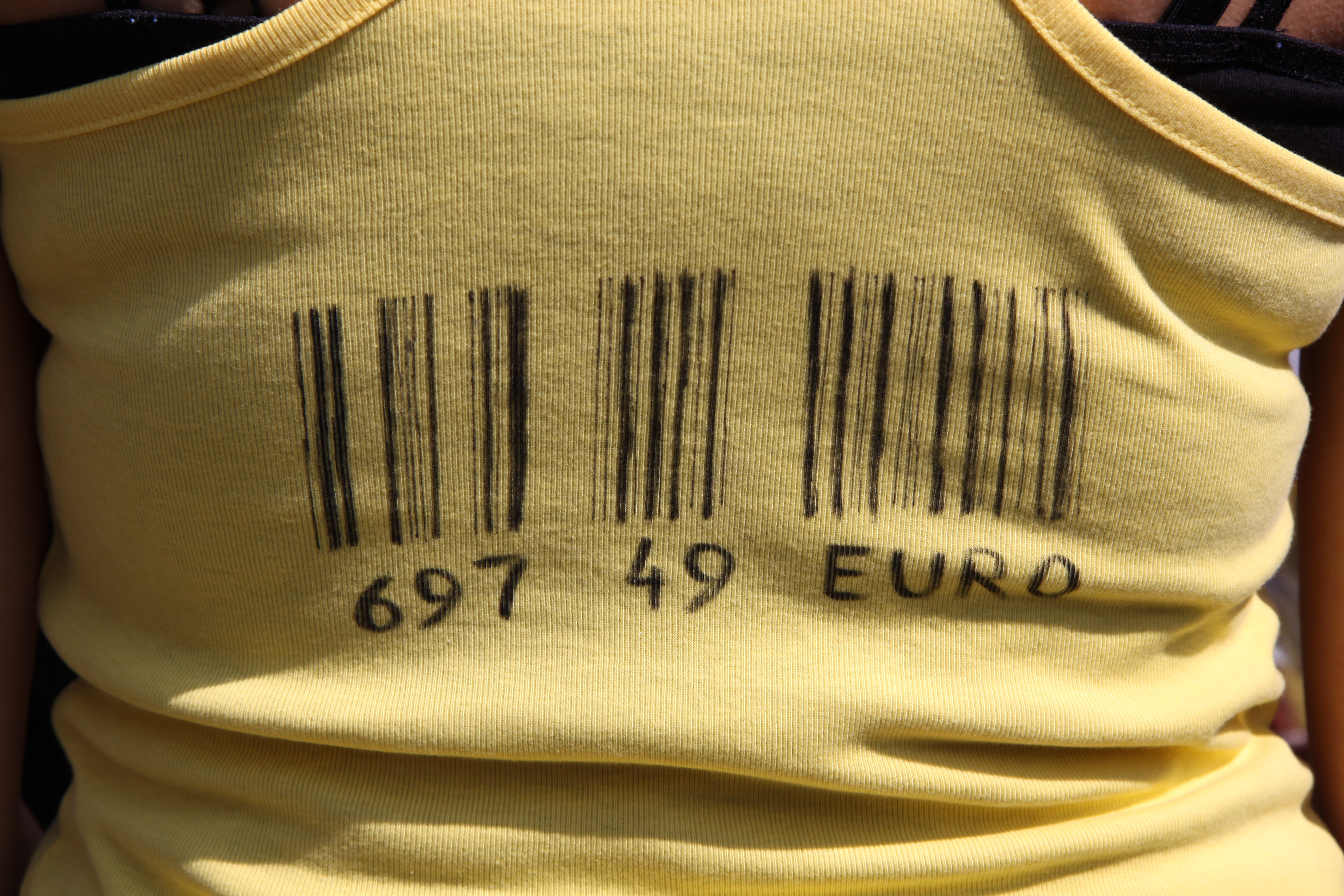
Protest gegen die Studiengebühren an der Universität Göttingen während des Bundesweiten Bildungsstreiks 2009

Studiengebühren senken die Bereitschaft ein Studium aufzunehmen.
Nachdem in Hessen am 5. Oktober 2006 allgemeine Studienbeiträge für das Wintersemester 2007/2008 beschlossen wurden, sank im darauffolgenden Semester die Zahl der Studienanfänger um 5,2 % gegenüber dem Vorjahr (Wintersemester 2005/2006: 25.000, Wintersemester 2006/2007: 23.698). Nach der Einführung der Studiengebühren konnte bei der Zahl der Neueinschreibungen im Wintersemester 2007/2008 dann nur noch ein geringer Rückgang gegenüber dem Vorjahr festgestellt werden (wobei noch Nachmeldungen erfolgen werden). Die Gesamtzahl der Studenten in Hessen sank demgegenüber erheblich, was auf das Ausscheiden von Langzeitstudenten zurückgeführt wurde.
In Nordrhein-Westfalen ging die Zahl der Studienanfänger mit Einführung der Studiengebühren im Wintersemester 2006/2007 um 6,5 % zurück, obwohl die Zahl der Hochschulzugangsberechtigten um 4,9 % im Jahre 2006 stieg.
Dagegen stieg die Zahl der Erstsemestler in Bundesländern, in denen keine Gebühren erhoben werden, überdurchschnittlich an.
Diese Entwicklung setzt sich zum Wintersemester 2007/2008 fort. Wie die Zahlen des Statistischen Bundesamtes vom 12. Dezember 2007 zeigen, sind zwar in fast allen Bundesländern mit Ausnahme von Baden-Württemberg, wo es erstmals nach acht Jahren einen Rückgang zu verzeichnen gab, die Studienanfängerzahlen gestiegen. In den sechs weiteren Bundesländern mit allgemeinen Studiengebühren (Bayern, Nordrhein-Westfalen, Hessen, Hamburg, Niedersachsen, Saarland) allerdings in einem weitaus geringeren Maße als in den Bundesländern ohne Gebühren. Während Bayern lediglich ein Anstieg um 2,6 % zu verzeichnen war, begannen in Bremen und Brandenburg 12 % bzw. 16,2 % mehr Menschen ein Studium als ein Jahr zuvor. Insgesamt jedoch sind die Studierendenzahlen bundesweit seit der Einführung von Studiengebühren weiter rückläufig. Im Wintersemester 2007/2008 studieren rund 32.000 Menschen weniger als im Vorjahreszeitraum.
Laut der Studie Studiengebühren aus der Sicht von Studienberechtigten der Hochschul-Informations-System GmbH (HIS) entschieden sich 2006 bis zu 18.000 Abiturienten explizit wegen Studiengebühren gegen ein Studium. Besonders betroffen waren junge Frauen und Menschen aus bildungsfernen Familien.

## Rechtliches
Karl-Heinz Koch setzte sich für die kostenfreie Bildung in Hessen ein. Als Jura-Student klagte er 1949 vor dem Staatsgerichtshof gegen Unterrichtsgelder, die damals von allen Studenten gezahlt werden mussten, und erwirkte deren Abschaffung. Er berief sich dabei auf den Artikel 59 der Landesverfassung.
Am 25. Mai 2000 fasste die Kultusministerkonferenz (KMK) auf ihrer 290. Plenarsitzung in Meiningen einen bis heute nicht geänderten Beschluss über die Gebührenfreiheit des Hochschulstudiums („Meininger Beschluss“). In ihm wurde das Prinzip der Gebührenfreiheit für das Erststudium (Regelstudienzeit) festgeschrieben, jedoch die Möglichkeit der Einführung von Langzeitstudiengebühren bzw. Studienkontenmodellen eröffnet.
In der Novelle des Hochschulrahmengesetzes aus dem Jahre 2002 wurde vom Bundesgesetzgeber das Prinzip der Gebührenfreiheit bis zum ersten berufsqualifizierenden Abschluss bundesweit verbindlich festgeschrieben. Diese Regelung wurde jedoch durch Urteil des Bundesverfassungsgerichts im Januar 2005 aufgehoben.

### Urteil des Bundesverfassungsgerichts 2005
Am 26. Januar 2005 hat das Bundesverfassungsgericht das 2001 eingeführte Verbot von Studiengebühren im Hochschulrahmengesetz für nichtig erklärt, da es in die Gesetzgebungskompetenz der Bundesländer eingreife. Der Vorsitzende Richter, Winfried Hassemer, wies jedoch ausdrücklich darauf hin, dass das Gericht nicht über die Zulässigkeit von Studiengebühren entschieden habe.
Im Wesentlichen argumentiert das Bundesverfassungsgericht in seinem Urteil so:
Wenn man annimmt,
- dass in einem Bundesland Studiengebühren erhoben werden würden, in einem anderen Bundesland jedoch nicht, und
- dass dadurch Wanderungsbewegungen entstehen, die studiengebührenfreien Hochschulen überlastet, die studiengebührenbehafteten Hochschulen dagegen nicht ausgelastet werden,

dann könne dies zwar ein (temporäres) Ungleichgewicht darstellen, jedoch hätten die studiengebührenfreien Bundesländer die Möglichkeit, darauf zu reagieren, beispielsweise
- durch Verschärfung von Zulassungsbeschränkungen oder
- durch ähnliche Einführung und Erhöhung von Studiengebühren wie in anderen Bundesländern,

so dass sich ein neues Gleichgewicht durchaus einstellen könne. Dass dadurch besonders Kinder aus einkommensschwachen und so genannten „bildungsfernen“ Schichten benachteiligt werden würden, sei nicht genügend belegt worden. Deswegen sei (derzeit) ein Eingreifen durch ein Bundesgesetz nicht geboten. Wegen der eigentlichen Gesetzgebungskompetenz der Bundesländer im Hochschulwesen sei ein Eingreifen durch Bundesgesetz daher verboten.
Das Bundesverfassungsgericht hat sich jedoch vorbehalten, zur Frage der Sozialverträglichkeit von Studiengebühren erneut Stellung zu nehmen, insbesondere dann, wenn die von Kritikern befürchteten Auswirkungen tatsächlich eingetreten seien, um zu entscheiden, ob diese tragbar seien. Dazu müsse es aber erst einmal kommen; aus der jetzigen Perspektive sei ein Verbot von Studiengebühren verfrüht, insbesondere wenn es durch den Bund und nicht durch ein Bundesland selbst erfolgt.
Interessant ist dieses Urteil auch in Bezug auf das Numerus-clausus-Urteil des Bundesverfassungsgerichts, denn dieses forderte gerade eine bundeseinheitliche Regelung zur Vergabe von Studienplätzen und Studienorten.